# بخش لاس کلونیاس
بخش لاس کلونیاس (به اسپانیایی: Departamento Las Colonias) یک منطقهٔ مسکونی در آرژانتین است که در استان سانتافه واقع شده‌است. بخش لاس کلونیاس ۶٬۴۳۹ کیلومتر مربع مساحت و ۹۵٬۲۰۲ نفر جمعیت دارد.